# Monasterio de San Salvador (Jerusalén)
El Monasterio de San Salvador (en hebreo: מנזר סן סלוודור) es un monasterio franciscano situado al este de la Puerta Nueva de Jerusalén, dentro de la muralla de la ciudad, en la calle San Francisco número 1. El sitio fue adquirido de los cristianos de Georgia en 1560, y el monasterio fue construido por etapas. La iglesia fue construida en 1885, y fue renovada en 1985. El sitio incluye una imprenta, un taller de órganos, una biblioteca y una escuela.
El monasterio fue construido por partes en un sitio transferido a la Orden Franciscana católica por la Iglesia Ortodoxa de Georgia en 1558-1559 por el sultán Solimán el Magnífico.
Debido a que el viejo edificio de la iglesia ya no se consideró suficiente para las necesidades de la parroquia, en 1850 el sultán Abdülmecid concedió el permiso para demoler la antigua iglesia y construir una nueva en su lugar, con la condición de que la nueva iglesia no fuese más grande que la anterior. El apoyo oficial para la construcción de la iglesia fue proporcionada por el emperador austro-húngaro Francisco José I en su visita a Jerusalén en 1869. 
Originalmente, Francisco José I hizo su aporte con la condición de que la iglesia fuese construida de acuerdo a los planes de su propio arquitecto. Aunque los líderes de la orden rechazaron esta condición, se acordó contribuir con unos 60.000 francos para su construcción. La construcción del actual edificio de la iglesia tomó tres años y se completó el 29 de noviembre de 1885.